# Fortificações de Pitimbu
As Fortificações de Pitimbu localizavam-se no porto dos Franceses, atual cidade (e Município) de Pitimbu, no litoral Sul do Estado da Paraíba, no Brasil.

## História
Primitivamente integrante da Capitania de Itamaracá, o litoral de Pitimbu foi freqüentado desde o século XVI por corsários franceses em busca do escambo de pau-brasil ("Caesalpinia echinata") com os indígenas Potiguaras e Tabajaras.
Em 1702, por ordem do Governador e Capitão-general da Capitania de Pernambuco, Francisco de Castro Morais, a quem Itamaracá se subordinava, foi erguido o Forte de Pitimbu, com risco do Engenheiro Diogo da Silveira Veloso, para a defesa daquele ancoradouro.
Em 1819, segundo o historiador Figueira de Melo, foram montadas, no porto de Pitimbu, duas baterias com duas peças cada: uma na barra da Guarita e outra em posição dominante no local até hoje conhecido como "Ladeira da Bateria".
Após a Independência do Brasil, no contexto da Confederação do Equador (1824) foi nomeado comandante da Bateria de Pitimbu, o 1º Tenente de Artilharia Francisco Caetano Veloso.
Pelo Ato nº 1414, de 14 de janeiro de 1867, Pitimbu passou a fazer parte da Província da Paraíba, adquirindo a categoria de Município a partir de 28 de dezembro de 1961.
O acesso a Pitimbu é feito através da rodovia BR-101 e da PB-044 (quarenta e quatro quilômetros), ou da PB-008 (João Pessoa-Pitimbu). A principal atividade econômica do Município é a pesca, tendo como principal fonte de renda, a lagosta.